# Verisign
Verisign Inc. је америчко предузеће из Рестона, која управља разноликим низом мрежне инфраструктуре, укључујући два од тринаест интернет сервера имена, ауторитативни регистар за највиши интернет домен , као и највиши интернет домен државних кодова .